# Glyptolopus convexus
Glyptolopus convexus là một loài bọ cánh cứng trong họ Cerylonidae. Loài này được Besuchet & Slipinski miêu tả khoa học năm 1987.